# Philip S. Gorski
Philip Stephen Gorski (* 19. Juli 1963) ist ein US-amerikanischer Soziologe.

## Leben
Er erhielt 1983 ein Associate of Arts-Degree vom Deep Springs College, seinen B.A. 1986 in Harvard und wurde bei Robert N. Bellah 1996 an der University of California, Berkeley promoviert. Seit 2004 ist er Professor am Institut für Soziologie der Yale University.
Seine Interessengebiete sind vergleichende und historische Soziologie, Kultur, Wissen; Methoden, politische Soziologie und soziale Bewegungen, Religion und Theorie.

## Schriften (Auswahl)
- mit Andrei S. Markovits: Grün schlägt rot. Die deutsche Linke nach 1945. Hamburg 1997, ISBN 3-88022-465-X.
- The disciplinary revolution. Calvinism and the rise of the state in early modern Europe. Chicago 2003, ISBN 0-226-30483-3.
- The protestant ethic revisited. Philadelphia 2011, ISBN 1-4399-0189-9.
- Am Scheideweg. Amerikas Christen und die Demokratie vor und nach Trump. Wien 2020, ISBN 3-451-38890-1.
- mit Samuel L. Perry: The Flag and the Cross: White Christian Nationalism and the Threat to American Democracy. Oxford University Press, New York 2022, ISBN 0-197-61868-5